# Lilian Locke
Lilian Sophia Locke (más tarde Lilian Sophia Burns) (6 de junio de 1869 - 1 de julio de 1950) fue una sindicalista, activista política y sufragista australina. Ha sido descrita como una de las primeras líderes del movimiento laboral en Australia.

## Carrera
Fue presidenta de la Asociación de Mujeres Trabajadoras de Nueva Gales del Sur, la "única miembro del Consejo de Comercios de Melbourne ", organizadora del Consejo del Trabajo Político y secretaria honoraria del Consejo Unido para el Sufragio del Estado. En 1905, fue la primera delegada en una conferencia interestatal del Partido Laborista, cuando fue acreditada para Tasmania en la Conferencia de Trabajo Político de la Commonwealth. Viajó regularmente por Australia como organizadora del Partido Laborista entre el comienzo de la Primera Guerra Mundial y 1940. Sus habilidades fueron ampliamente elogiadas en la prensa laboral: la Brisbane Worker la calificó de "brillante organizadora y propagandista", el Daily Standard en Brisbane la describió como "una de las más hábiles exponentes de la plataforma laboral en la Commonwealth", mientras que la Worker in New Gales del Sur declaró que "gran parte de la eficacia de la actividad política del Sr. Burns debe atribuirse a la espléndida ayuda que le brindó su esposa, Lilian Locke Burns". A menudo se la describió como bien recibida y hablando con grandes audiencias. Una visita al sur de Australia fue acreditada con la fundación de la Asociación Mutua de Empleadas en ese estado.
También fue una escritora entusiasta que publicó trabajos en revistas y, según los informes, fue "especialmente conocida por sus cuentos". Fue colaboradora habitual de la revista laboral The Tocsin.

## Vida privada
Su padre era el reverendo William Locke, un clérigo anglicano en Victoria, y su abuelo fue el reformador inglés William Locke. Ella nació en Melbourne, como una de diez hijas; una de sus hermanas fue la autora Sumner Locke. Era amiga de Vida Goldstein, había trabajado con ella desde las campañas de sufragio de la década de 1890.
Un libro de 1988, Silk and Calico: Class, Gender and the Vote, de Betty Searle, exploró la primera ola del movimiento feminista en Australia a través de las vidas de Locke, Goldstein y Rose Scott.